# Robert L. Hogg
Robert Lynn Hogg, född 30 december 1893 i Point Pleasant i West Virginia, död 21 juli 1973 i Charlottesville i Virginia, var en amerikansk politiker (republikan). Han var ledamot av USA:s representanthus 1930–1933.
Hoggs grav är på Lone Oak Cemetery i Point Pleasant i West Virginia.